# Голубцы (Тульская область)
Голубцы — опустевшая деревня  в Тульской области России. С точки зрения административно-территориального устройства входит в Сеневский сельский округ, Алексинский район. В плане местного самоуправления входит в состав муниципального образования город Алексин.
Фактически урочище.

## Топоним
До революции также именовалась Голубец.

## География
Голубцы находится в северо-западной части региона, в пределах северо-восточного склона Среднерусской возвышенности, в подзоне широколиственных лесов, на административной границе с Калужской областью, к югу от деревни Нелюбинка и к северо-западу от с. Синютино.

### Климат
Климат на территории деревни, как и во всём районе, характеризуется как умеренно континентальный, с ярко выраженными сезонами года. Средняя температура воздуха летнего периода — 16 — 20 °C (абсолютный максимум — 38 °С); зимнего периода — −5 — −12 °C (абсолютный минимум — −46 °С).
Снежный покров держится в среднем 130—145 дней в году.
Среднегодовое количество осадков — 650—730 мм.

## История
По старому административному делению относилась к Афанасьевской волости Алексинского уезда. Была приписано к приходу в с. Афанасьево.
Решением исполнительного комитета Тульского областного Совета народных депутатов от 23.09.1985 N 16-531 «Об изменениях в административно-территориальном делении районов области» была исключена из учётных данных. Восстановлена Постановлением Администрации Тульской области от 12 марта 2009 года № 111 «О признании утратившими силу некоторых решений исполнительного комитета Тульского областного Совета народных депутатов».

## Население
| 2010 |
| ---- |
| 0    |

## Инфраструктура
Обслуживается отделением почтовой связи 301344.

## Транспорт
Просёлочная дорога. 